# Miguel Basáñez Ebergenyi
Miguel Basáñez Ebergenyi (Tuxpan, Veracruz, 24 de octubre de 1947[cita requerida]) es un académico y diplomático mexicano; embajador de México en los Estados Unidos de América de septiembre de 2015 a abril de 2016.
Es licenciado en Derecho por la Universidad Nacional Autónoma de México (UNAM); maestro en Administración Pública por la Universidad de Warwick, Inglaterra y doctor en Sociología Política por la London School of Economics.
Previo a su nombramiento, el Dr. Basáñez Ebergenyi fue catedrático en la Escuela de Derecho y Diplomacia Fletcher de la Universidad Tufts por casi 10 años.

La carrera profesional de Basáñez Ebergenyi se ha desarrollado en los ámbito gubernamental de México y privado en instituciones internacionales dedicadas a la investigación cuantitativa y opinión pública. Fue presidente de la Asociación Mundial para la Investigación de Opinión Pública (WAPOR por sus siglas en inglés). En el ámbito gubernamental ha ocupado diversos cargos a nivel estatal y federal, llegando a ser director general de Evaluación de la Presidencia de la República.